# Чередниченко, Анатолий Григорьевич
Анатолий Григорьевич Чередниченко (род. 17 сентября 1956 года в селе Выпасное Белгород-Днестровского района Одесской области) — спортсмен, политический деятель, первый заместитель городского головы Белгород-Днестровского, Одесской области. Рекордсмен по версии WPC и WPC-UKR, мастер спорта международного класса, серебряный призёр чемпионата мира, двукратный чемпион мира, чемпион Европы, чемпион Евразии.

## Биография
Анатолий Чередниченко родился в селе Выпасное Белгород-Днестровского района Одесской области в семье рабочего. Учился в Выпаснянской средней школе, которую закончил в июне 1973 года.
В сентябре 1973 года поступил на учебу в Ильичевское ГПТУ № 22, закончил по специальности крановщик портального крана. Завершив в 1974 году учебу в училище, работал крановщиком в Ильичевском порту до ухода в армию.
С 1974 по 1976 год служил в Вооруженных силах Советской армии. Отслужив в армии, вернулся в Белгород-Днестровский, где устроился на работу докером-крановщиком Белгород-Днестровского морского торгового порта.
В сентябре 1978 года поступил на учебу в Одесский инженерно-строительный институт по специальности «Конструирование в промышленном и гражданском строительстве». Параллельно с учебой в институте окончил курсы крановщиков 1 класса, водителей погрузчика, получил права водителя автомобиля. Одновременно, в училище, Анатолий Григорьевич занимался вольной борьбой, а в институте посвящал свободное время самбо и получил 1 разряд. Благодаря увлечению альпинизмом, побывал на многих вершинах Крыма, Кавказа, Карпат, Алтая, Северного Урала.
Окончив институт в 1983 году, получив квалификацию инженера-строителя, устроился на работу мастером строительно-монтажного управления № 2 треста «Молдкурортстрой» в пгт. Сергеевка.
В 1984 году перешёл на работу прорабом ремонтно-строительной бригады детского санатория «Сергеевка», где проработал до 1987 года. В июне 1987 года был приглашен на должность директора комбината коммунальных предприятий Сергеевки. Проработал на этой должности до ноября 1988 года.
В 1994 году, Анатолий Чередниченко был приглашен на должность заместителя директора завода «Орбита», а в 1996 году стал директором этого завода.
В 1999 году было создано общество с ограниченной ответственностью «Исток», учредители которого избрали Чередниченко генеральным директором.
В 2006 году был избран депутатом Белгород-Днестровского городского совета по списку Партии регионов.

## Семья
Анатолий Чередниченко воспитал двух детей — сына Юрия (Чередниченко Юрий Антольевич, 1983 г.р.) и дочь Юлию (Чередниченко Юлия Анатольевна, 1988 г.р.), сейчас его радуют подрастающие две внучки и внук.
Жена — Чередниченко Татьяна Николаевна 23 января 1964 года рождения, работает на должности директора МЧП «Строитель».
Отец — Чередниченко Григорий Дмитриевич, участник и инвалид войны, умер в 1981 году.
Мать — Чередниченко Анна Михайловна 1924 г.р., пенсионерка.

## Спортивные достижения
Свою спортивную карьеру Анатолий Чередниченко начал в атлетическом спортклубе «Мастер» в 2006 году. Через полгода занятий Анатолий Чередниченко выступил на первых в своей жизни соревнованиях по силовому троеборью в Измаиле на «Кубке Бессарабии». Заняв 8-е место из 12-ти участников. В этом же году Анатолий Чередниченко завоевал свою первую медаль и звание победителя Кубка Украины в г. Луцке среди ветеранов по версии WPC.
После этих соревнований Анатолий Григорьевич ни разу не уступал золотые медали чемпиона по пауэрлифтингу своим соперникам на национальных чемпионатах: в Николаеве, Львове, Нетишине (Хмельницкая область), Харькове и прочих городах.
В августе 2007 года Чередниченко в составе сборной Украины защитил честь страны на Кубке Евразии WPC по пауэрлифтингу и жиму штанги лежа в г. Курске (Россия). После этих соревнований Анатолию Григорьевичу было присвоено звание Мастера спорта международного класса.
В октябре 2007 года — победа на Чемпионате мира WPC 2008 по пауэрлифтингу в г. Тольятти (Россия).
Победа в Чемпионате Украины IPA 2008 в г. Николаеве дала Анатолию Григорьевичу возможность попасть в сборную страны и участвовать в Чемпионате мира в США в г. Йорк. Старания и стойкость спортсмена были награждены ещё одной золотой медалью.
Отборочный Чемпионат Украины WPC 2009 в г. Тернополе принес очередной титул чемпиона и место в сборной страны для участия в 1-м безэкипировочном Чемпионате мира AWPC-WPC по пауэрлифтингу в г. Ростов-на-Дону (Россия).
В конце мая 2010 года впервые на территории Украины в г. Донецке прошёл 1-й Чемпионат Европы IPA по пауэрлифтингу. В нём приняли участие сильнейшие атлеты Украины, России, Белоруссии и Молдовы. На этих соревнования Чередниченко получил титул чемпиона Европы среди ветеранов.

## Соревнования
| Фед     | Год  | Соревнование                                                                                       | М  | Кат      | Возр | Вес   | П      | Ж                 | Т      | Сумма  | Див           | Дата                             | Место проведения                               |
| ------- | ---- | -------------------------------------------------------------------------------------------------- | -- | -------- | ---- | ----- | ------ | ----------------- | ------ | ------ | ------------- | -------------------------------- | ---------------------------------------------- |
| EPA     | 2010 | 1-й чемпионат EPA                                                                                  | 1  | −82.5 кг | M3   | 79.40 | 155    | 95                | 200    | 450    | безэкип.      | 26-29 мая 2010                   | Украина,Донецк                                 |
| УБФП    | 2009 | 3-й Международный «Кубок Черного моря»                                                             | 1  | −75 кг   | M3   | 75.00 | —      | 100               | —      | —      | безэкип.      | 26 декабря 2009                  | Украина,Одесская область,Белгород-Днестровский |
| WPC     | 2009 | Чемпионат Мира WPC/AWPC по пауэрлифтингу и жиму лежа без экипировки                                | 2  | −82.5 кг | M3   | 81.05 | 180    | 110               | 200    | 490w   | безэкип. AWPC | 01-04 октября 2009               | Россия,Ростов-на-Дону                          |
| WPC     | 2009 | Чемпионат Мира WPC/AWPC по пауэрлифтингу и жиму лежа без экипировки                                | 2  | −75 кг   | M3   | 75.00 | —      | 105               | —      | —      | безэкип. AWPC | 01-04 октября 2009               | Россия,Ростов-на-Дону                          |
| IPA     | 2008 | World 2008 IPA Powerlifting & bench press Championship                                             | 1  | −75 кг   | M3   | 74.50 | 174.6  | 106.6             | 199.6  | 480.8  | безэкип.      | 28-29 июня 2008                  | США,Pennsylvania,York                          |
| IPA     | 2008 | World 2008 IPA Powerlifting & bench press Championship                                             | 1  | Абс      | M3   | 74.50 | 174.63 | 106.59            | 199.58 | 480.81 | экип.         | 28-29 июня 2008                  | США,Pennsylvania,York                          |
| WPC-UKR | 2008 | Всеукраинский мастерский турнир по жиму                                                            | 11 | −82.5 кг | M3   | 81.70 | —      | 102.5nm3          | —      | —      | безэкип. WPC  | 01 июня 2008                     | Украина,Николаев                               |
| WPC-UKR | 2008 | Всеукраинский мастерский турнир по жиму                                                            | 3  | −82.5 кг | M3   | 81.70 | —      | 122.5nm3 (125nm3) | —      | —      | экип. WPC     | 01 июня 2008                     | Украина,Николаев                               |
| WPC-UKR | 2008 | 1-й Открытый чемпионат WPC по пауэрлифтингу (без экипировки) и 5-й Открытый чемпионат в экипировке | 1  | −82.5 кг | O/M3 | 80.30 | 160    | 100               | 200n   | 460nm3 | безэкип. WPC  | 08-09 мая 2008                   | Украина,Харьков                                |
| ВОП     | 2008 | 2-й чемпіонат ВОП                                                                                  | 1  | −82.5 кг | M2   | 81.00 | 210    | 105               | 215    | 530    | безэкип.      | 15-16 февраля 2008               | Украина,Николаев                               |
| УБФП    | 2008 | 2-й Открытый чемпионат УБФП                                                                        | 1  | −82.5 кг | M3   | 81.00 | 145nr  | 90                | 170nr  | 405nr  | безэкип.      | 14-15 февраля 2008               | Украина,Николаев                               |
| УБФП    | 2007 | 1-й Международный турнир «Кубок Черного моря»                                                      | 2  | −82.5 кг | M3   | 79.70 | —      | 90                | —      | —      | безэкип.      | 22 декабря 2007                  | Украина,Одесса                                 |
| WPC     | 2007 | Чемпионат мира WPC                                                                                 | 1  | −82.5 кг | M3   | 80.85 | 215    | 120               | 205    | 540    | экип. WPC     | 29 октября 2007 — 04 ноября 2007 | Россия,Самарская область,Тольятти              |
| УБФП    | 2007 | 1-й Открытый чемпионат УБФП                                                                        | 1  | −82.5 кг | M3   | 78.40 | —      | 95nr              | —      | —      | безэкип.      | 11 сентября 2007                 | Украина,Хмельницкая область,Нетешин            |
| УБФП    | 2007 | 1-й Открытый чемпионат УБФП                                                                        | 1  | −82.5 кг | M3   | 78.40 | 140nr  | 95nr              | 160nr  | 395nr  | безэкип.      | 11 сентября 2007                 | Украина,Хмельницкая область,Нетешин            |
| WPC-RUS | 2007 | Кубок Евразии WPC/AWPC по пауэрлифтингу и жиму лежа                                                | 1  | −82.5 кг | M3   | 81.15 | 190    | 120               | 215    | 525    | экип. WPC     | 15-19 августа 2007               | Россия,Курск                                   |
| ВОП     | 2007 | Чемпионат ВОП среди юношей, юниоров и мастерс                                                      | 1  | −82.5 кг | M3   | 79.20 | 200    | 85                | 205    | 490    | экип.         | 13-15 апреля 2007                | Украина,Одесская область,Измаил                |

## Рекорды
| Фед     | Кат      | Возраст | Рекорд                | Упражнение           | Див               | Дата             | Местоположение                       | Действ |
| ------- | -------- | ------- | --------------------- | -------------------- | ----------------- | ---------------- | ------------------------------------ | ------ |
| WPC-UKR | −75 кг   | M3      | 105                   | Жим лежа (отд.)      | безэкип. AWPC     | 02 октября 2009  | Россия, Ростов-на-Дону               | да     |
| WPC-UKR | −82.5 кг | M3      | 180                   | Приседание           | безэкип. AWPC     | 01 октября 2009  | Россия, Ростов-на-Дону               | да     |
| WPC-UKR | −82.5 кг | M3      | 557.5 (225/117,5/215) | Сумма                | экип. AWPC        | 04 октября 2008  | Украина, Тернополь                   | да     |
| WPC-UKR | −82.5 кг | M3      | 225                   | Приседание           | экип. AWPC        | 04 октября 2008  | Украина, Тернополь                   | да     |
| WPC     | −82.5 кг | M3      | 215                   | Тяга                 | безэкип. AWPC eur | 04 октября 2008  | Украина, Тернополь                   | да     |
| WPC-UKR | −82.5 кг | M3      | 215                   | Тяга                 | экип. AWPC        | 04 октября 2008  | Украина, Тернополь                   | да     |
| WPC-UKR | −82.5 кг | M3      | 215                   | Тяга                 | безэкип. AWPC     | 04 октября 2008  | Украина, Тернополь                   | да     |
| WPC-UKR | −82.5 кг | M3      | 117.5                 | Жим лежа (троеборье) | экип. AWPC        | 04 октября 2008  | Украина, Тернополь                   | да     |
| WPC-UKR | −82.5 кг | M3      | 125                   | Жим лежа (отд.)      | экип. WPC         | 01 июня 2008     | Украина, Николаев                    | да     |
| WPC     | −82.5 кг | M3      | 460(160/100/200)      | Сумма                | безэкип. WPC eur  | 08 мая 2008      | Украина, Харьков                     | да     |
| WPC-UKR | −82.5 кг | M3      | 460                   | Сумма                | безэкип. WPC      | 08 мая 2008      | Украина, Харьков                     | да     |
| WPC     | −82.5 кг | M3      | 200                   | Тяга                 | безэкип. WPC eur  | 08 мая 2008      | Украина, Харьков                     | да     |
| WPC-UKR | −82.5 кг | M3      | 200                   | Тяга                 | безэкип. WPC      | 08 мая 2008      | Украина, Харьков                     | да     |
| WPC     | −82.5 кг | M3      | 160                   | Приседание           | безэкип. WPC eur  | 08 мая 2008      | Украина, Харьков                     | да     |
| WPC-UKR | −82.5 кг | M3      | 160                   | Приседание           | безэкип. WPC      | 08 мая 2008      | Украина, Харьков                     | да     |
| WPC     | −82.5 кг | M3      | 100                   | Жим лежа (троеборье) | безэкип. WPC eur  | 08 мая 2008      | Украина, Харьков                     | да     |
| WPC-UKR | −82.5 кг | M3      | 100                   | Жим лежа (троеборье) | безэкип. WPC      | 08 мая 2008      | Украина, Харьков                     | да     |
| WPC-UKR | −82.5 кг | M3      | 95                    | Жим лежа (отд.)      | безэкип. AWPC     | 06 апреля 2008   | Украина, Львов                       | да     |
| УБФП    | −82.5 кг | M3      | 405                   | Сумма                | безэкип.          | 15 февраля 2008  | Украина, Николаев                    | да     |
| УБФП    | −82.5 кг | M3      | 170                   | Тяга                 | безэкип.          | 15 февраля 2008  | Украина, Николаев                    | да     |
| УБФП    | −82.5 кг | M3      | 145                   | Приседание           | безэкип.          | 15 февраля 2008  | Украина, Николаев                    | да     |
| WPC-UKR | −82.5 кг | M3      | 540                   | Сумма                | экип. WPC         | 01 ноября 2007   | Россия, Самарская область,Тольятти   | да     |
| WPC-UKR | −82.5 кг | M3      | 215                   | Приседание           | экип. WPC         | 01 ноября 2007   | Россия, Самарская область,Тольятти   | да     |
| УБФП    | −82.5 кг | M3      | 95                    | Жим лежа (троеборье) | безэкип.          | 11 сентября 2007 | Украина, Хмельницкая область,Нетешин | да     |
| WPC-UKR | −82.5 кг | M3      | 215                   | Тяга                 | экип. WPC         | 16 августа 2007  | Россия, Курск                        | да     |
| WPC-UKR | −82.5 кг | M3      | 120                   | Жим лежа (троеборье) | экип. WPC         | 16 августа 2007  | Россия, Курск                        | да     |

## Интересные факты
- На первых своих соревнованиях Анатолий Чередниченко выступил в возрасте 50 лет и боролся против тридцатилетних спортсменов.
- За 18 выступлений поставил 26 рекордов.